# 伯尔-伊格尔海姆
伯尔-伊格尔海姆（德語：Böhl-Iggelheim，發音：[ˈbøːl ˈʔɪɡl̩haɪm]）是德国莱茵兰-普法尔茨州莱茵-普法尔茨县的市镇，面积32.83平方千米，2023年12月31日人口为10,586人。